# Збагачення алмазоносної руди
Збагачення алмазоносної руди

## Гравітаційні процеси
На розсипних родовищах видобута гірська порода спочатку промивається в гідровашгердах для видалення в'язкої глинистої маси і крупного уламкового матеріалу, після чого класи середньої крупності (16—8, 8—4, 4—2 і 2—0,5 мм) збагачуються гравітаційними процесами (відсадкою, збагаченням у важких середовищах).

## Фізико-хімічні процеси
Для вилучення дрібних алмазів і алмазної крихти використовують плівкову і пінну флотацію після попереднього очищення поверхні. Як реагенти використовують аміни, аерофлоти, жирні кислоти, гас, крезилову кислоту. Найбільш поширеним для вилучення алмазів є жировий процес (для зерен крупністю 2—0,2 мм), оснований на вибірковій здатності алмазів прилипати до жирових поверхонь. Як жирові поверхні використовують вазелін, нафту, автол і його суміш з парафіном, олеїнову кислоту, нігрол та ін.

## Спеціальні процеси
Поряд з жировим процесом застосовують (для зерен крупністю 3—0,1 мм) електростатичну сепарацію, з використанням властивості алмазів погано проводити електрику. Використовується рентгенолюмінесцентний метод вилучення відносно крупних алмазів, оснований на здатності кристалів алмазу люмінесціювати. 